# Sceloporus teapensis
Sceloporus teapensis es una especie de lagarto que pertenece a la  familia Phrynosomatidae. Es nativo del sur de México, Belice y Guatemala. Su rango altitudinal oscila entre 0 y 800 m s. n. m..